# Jagsttal Langenburg-Mulfingen

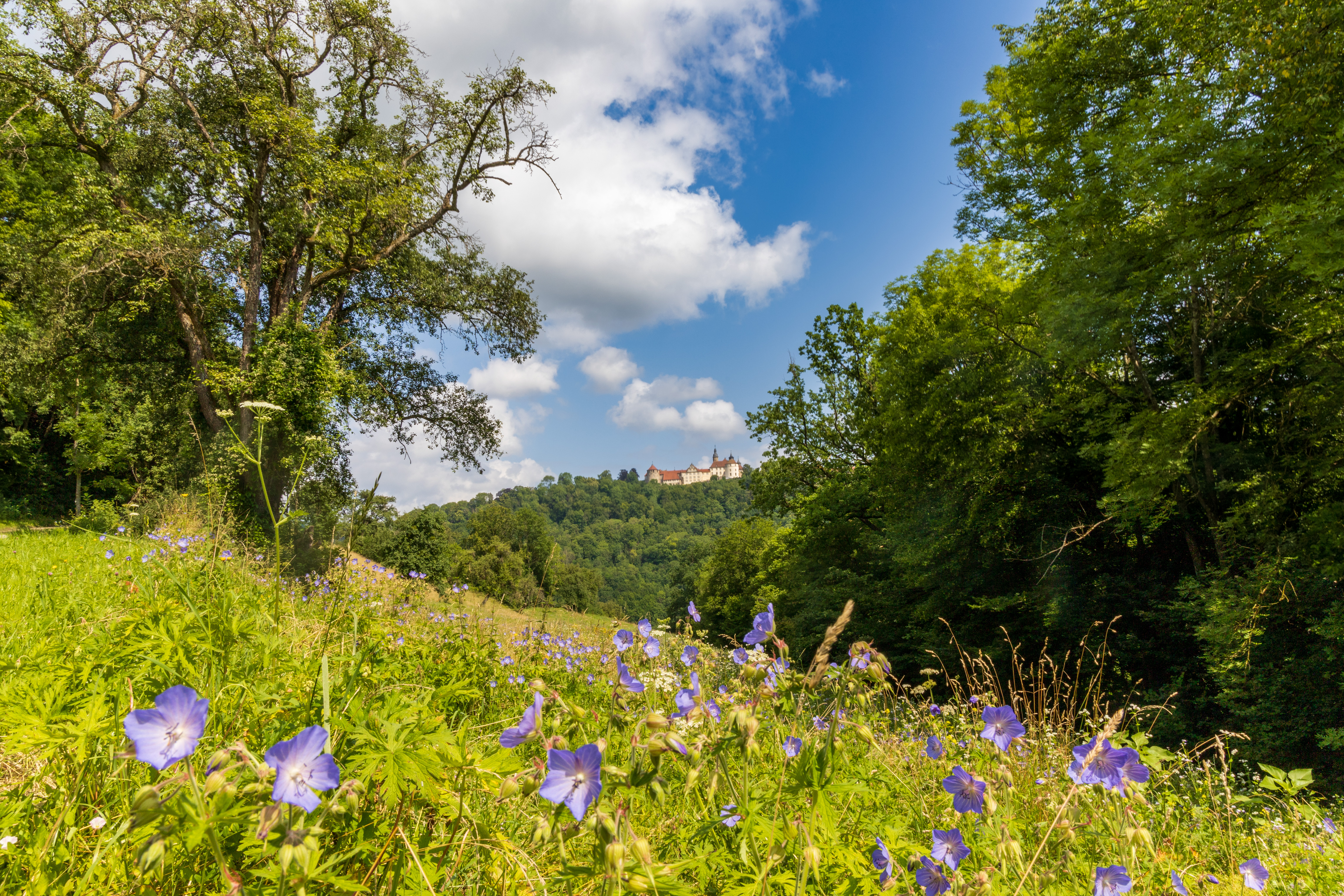
Flussabschnitt der Jagst mit Gehölzsaum

Das FFH-Gebiet Jagsttal Langenburg-Mulfingen ist ein 2005 durch das Regierungspräsidium Stuttgart nach der Richtlinie 92/43/EWG (Fauna-Flora-Habitat-Richtlinie) angemeldetes Schutzgebiet (Schutzgebietskennung DE-6724-341) im Landkreis Schwäbisch Hall, im Hohenlohekreis und im Main-Tauber-Kreis in Baden-Württemberg. 
Das FFH-Gebiet ist Bestandteil des europäischen Schutzgebietsnetzes Natura 2000. Mit Verordnung des Regierungspräsidiums Stuttgart zur Festlegung der Gebiete von gemeinschaftlicher Bedeutung vom 30. Oktober 2018 (in Kraft getreten am 11. Januar 2019), wurde das Schutzgebiet ausgewiesen.

## Beschreibung
Es handelt sich um einen naturnahen Flussabschnitt der Jagst mit Gehölzsaum, teilweise nahegelegenen Altarmen, Wiesen und Hangwäldern sowie reich strukturierte Steinriegelhängen im Jagsttal und im Ettetal.

## Schutzzweck
Folgende Lebensraumtypen nach Anhang I der FFH-Richtlinie kommen im Gebiet vor:
- Kalktuffquellen
- Kalk-(Halb-)Trockenrasen und ihre Verbuschungsstadien (* orchideenreiche Bestände)
- Feuchte Hochstaudenfluren
- Magere Flachland-Mähwiesen
- Kalkfelsen mit Felsspaltenvegetation
- Schlucht- und Hangmischwälder
- Erlen-Eschen- und Weichholzauenwälder
- Waldmeister-Buchenwälder
- Flüsse mit Gänsefuß- und Zweizahn-Gesellschaften auf Schlammbänken
- Wacholderbestände auf Zwergstrauchheiden oder Kalkrasen
- Fließgewässer mit flutender Wasservegetation
- Natürliche und naturnahe nährstoffreiche Stillgewässer mit Laichkraut- oder Froschbiss-Gesellschaften
- Temporäre Karstseen und -tümpel